# Liam MacDaid
Liam Seán MacDaid (ur. 19 lipca 1945 w Bundoran, zm. 15 sierpnia 2023) – irlandzki duchowny rzymskokatolicki, w latach 2010-2016 biskup diecezjalny Clogher. 

## Życiorys
Święcenia kapłańskie przyjął 15 czerwca 1969 w diecezji Clogher. Był m.in. nauczycielem i dyrektorem St. Macartan's College w Monaghan, sekretarzem diecezjalnym oraz kanclerzem kurii.
6 maja 2010 papież Benedykt XVI mianował go nowym ordynariuszem Clogher. Sakry udzielił mu 25 lipca 2010 kardynał Seán Brady, arcybiskup metropolita Armagh. 
1 października 2016 papież Franciszek przyjął jego rezygnację ze stanowiska biskupa diecezjalnego ze względu na zły stan zdrowia.